# Manica a vento

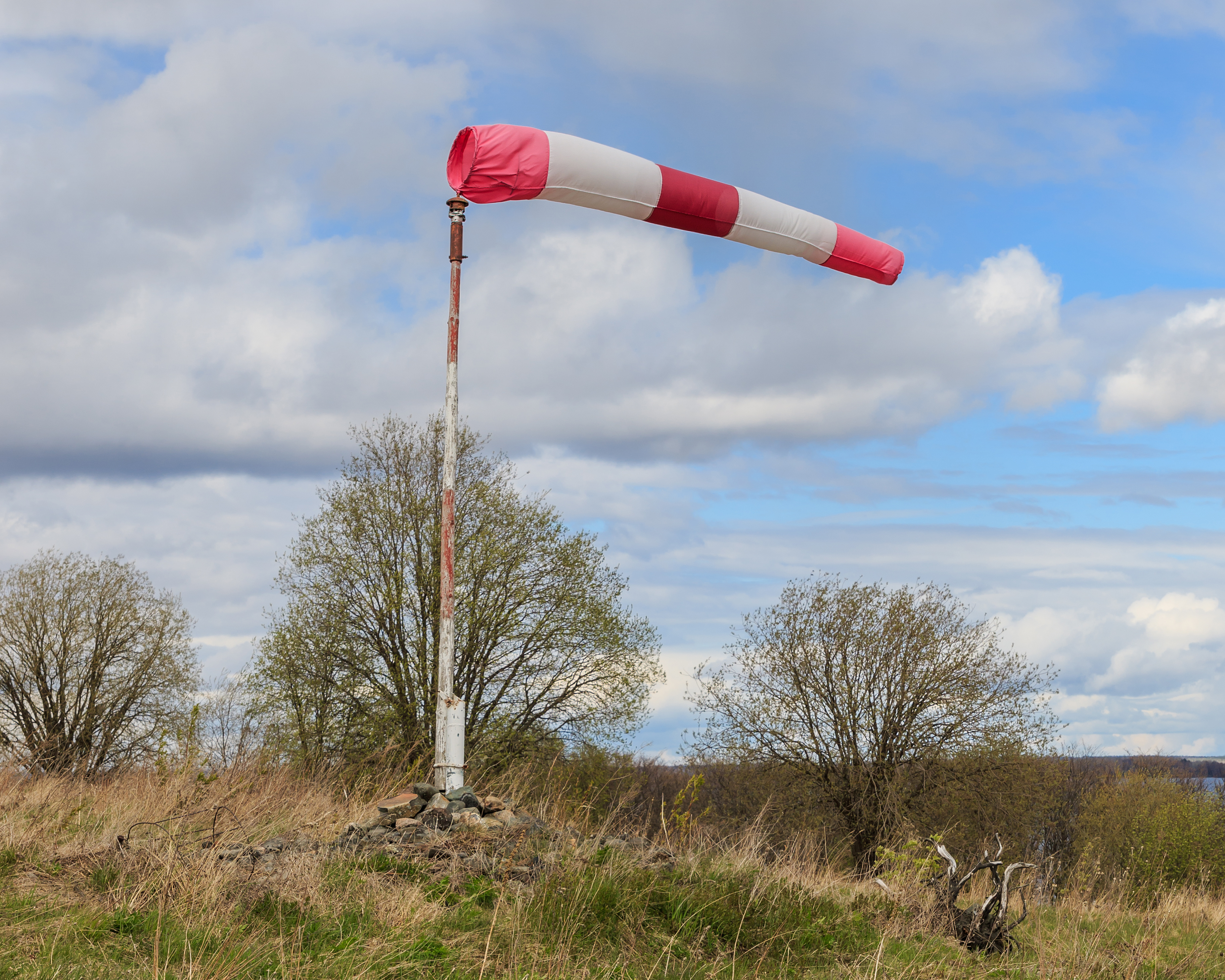
La manica a vento

La manica a vento è un particolare tipo di anemoscopio, cioè un rudimentale misuratore del vento, installata in quei luoghi dove è importante avere l'immediata indicazione visiva della forza e direzione del vento ad esempio cavalcavia, impianti chimici e, in special modo, aeroporti. Costituita da un tronco di cono di tessuto resistente al flusso dell'aria e alle intemperie fissato, dalla parte dell'imboccatura maggiore, all'estremità girevole di un palo di sostegno, il vento, soffiando all'interno della manica, ne muta la posizione fornendo indicazioni circa la sua direzione e intensità.

## Caratteristiche

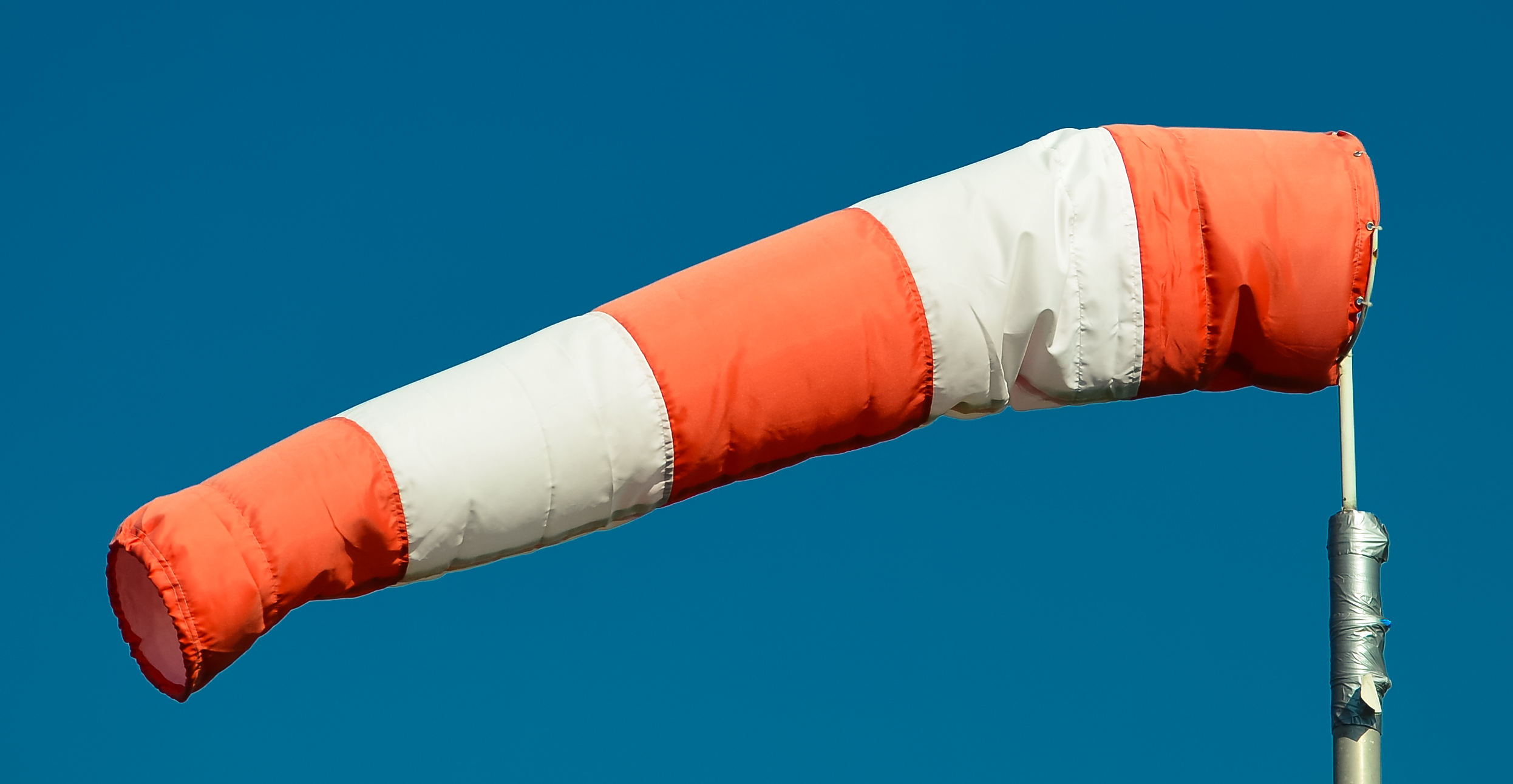
Le bande colorate alternate aumentano la visibilità della manica a vento

Le raccomandazioni e gli standard dell'aviazione internazionale forniscono indicazioni precise circa la forma e il colore delle maniche a vento:
- tessuto colorato in modo da risaltare rispetto allo sfondo circostante, così da essere visibile da almeno 300 m di altezza;
- lunghezza minima 3,6 m, diametro minimo dell'imboccatura maggiore 0,9 m;
- per maniche a vento monocolore è ammesso l'uso del bianco o dell'arancione;
- dove le caratteristiche dello sfondo circostante rendano preferibile l'utilizzo di colori alternati, questi possono essere arancione e bianco oppure rosso e bianco oppure bianco e nero. Le colorazioni devono essere disposte su cinque bande alterne con il colore più scuro alle estremità;
- in aeroporti destinati ad attività aeronautiche notturne almeno una delle maniche a vento disponibili deve essere illuminata;
- almeno una delle maniche a vento disponibili su di un aeroporto deve essere evidenziata da un cerchio di 15 m di diametro e 1,2 m di larghezza, con centro coincidente con il palo della manica a vento, di colore preferibilmente bianco e comunque facilmente visibile.

## Funzionamento
Il funzionamento è intuitivo: il vento, entrando nel cono di tessuto, lo gonfia più o meno a seconda della sua intensità e ne dirige l'estremità più stretta (quella più distante dal palo) nella direzione opposta a quella di provenienza. È possibile quindi valutare visivamente con immediatezza, seppure con approssimazione:
- l'intensità del vento dal grado di rigonfiamento del cono e dalla sua conseguente inclinazione rispetto al piano orizzontale;
- la direzione di provenienza del vento dalla disposizione della manica rispetto al nord.

Ovviamente, con calma di vento, la manica resta del tutto afflosciata lungo il palo.

## Ubicazione
Il corretto posizionamento della manica a vento è elemento importante ai fini dell'utilizzo. In ciascun aeroporto è necessaria l'installazione di almeno una manica a vento che deve essere posizionata in maniera tale da essere ben visibile dagli utenti, ossia aeromobili in volo e sull'area di manovra e sui piazzali e distante da oggetti che possano causare disturbo al corretto funzionamento.
Il rispetto di questi principi intuitivi è indispensabile per il buon funzionamento di tutte le maniche a vento, anche quelle ubicate in contesti non aeronautici.